# Edvaldo Brito
Edvaldo Pereira de Brito (Muritiba, Bahia, 3 de outubro de 1937) é um professor, advogado tributarista, jurista e político brasileiro filiado ao Partido Social Democrático (PSD). É Doutor e livre-docente em Direito pela Universidade de São Paulo e Professor emérito da Universidade Federal da Bahia e da Universidade Presbiteriana Mackenzie. É imortal da Academia de Letras da Bahia, ocupando a cadeira de número 3. 
Foi Prefeito de Salvador entre 1978 e 1979, Vice-prefeito entre 2009 e 2012 e Vereador entre 2013 e 2025. Também já ocupou as funções de Secretário de Estado de Justiça, de Educação, de Saúde e de Assuntos Estratégicos no Estado da Bahia, além de secretário de Negócios Jurídicos do Município de São Paulo.  
Em 2003, chegara a ser escolhido pelo Presidente Luiz Inácio Lula da Silva para ser nomeado Ministro do Supremo Tribunal Federal, mas teve sua nomeação impedida pelo fato de já ter completado 65 anos, idade máxima prevista na Constituição para a indicação de um Ministro. 

## Biografia
Nascido em 3 de outubro de 1937 na cidade de Muritiba, Estado da Bahia, Edvaldo Brito cresceu no Recôncavo baiano, aonde teve uma juventude humilde, sendo filho do pedreiro João Sobrinho e da lavadeira de roupas Edite, reconhecida por Brito como a sua grande incentivadora na vida, cujos conselhos considerou determinantes para que pudesse trilhar sua carreira. É pai do advogado Edvaldo Filho e do deputado federal Antonio Brito. Tem cinco netos e é casado com a professora de Direito Civil, Reginalda Paranhos de Brito.

## Carreira jurídica e acadêmica
Em 1962, formou-se em Direito pela Universidade Federal da Bahia, aonde foi presidente do Centro Acadêmico Ruy Barbosa e aluno de renomados juristas no direito brasileiro, como Aliomar Baleeiro, Josaphat Marinho e Orlando Gomes, de quem é considerado discípulo acadêmico e intelectual.
Sob a orientação de Aliomar Baleeiro, Edvaldo Brito ingressou na vida acadêmica em 1974, quando foi aprovado no concurso de provas e títulos para professor do Departamento de Direito Público da Faculdade de Direito da Universidade Federal da Bahia, com a tese "Problemas Jurídicos do ICM".
Em 1980, já sob a orientação de Orlando Gomes, obteve, pela UFBA, o título de Mestre em Direito, em dissertação intitulada “Desenvolvimento Econômico e os Sistemas Tributário e Fiscal”. Em 2010, Brito se tornou Professor emérito da Universidade Federal da Bahia, sendo atualmente o decano de sua Faculdade de Direito.
Em São Paulo, Brito alçou o título de Doutor em Direito pela Universidade de São Paulo (USP) em 1997, com a defesa da tese "O conceito tributo". Obteve, também, pela USP, por concurso de títulos e de provas, o título de Livre-docente em 1998 e foi aprovado nos dois concursos a que se submeteu, um para Professor Titular de Direito Civil e o outro para Professor Titular de Legislação Tributária da Faculdade de Direito da USP, na mesma época foi nomeado secretário municipal dos negócios jurídicos, pelo então prefeito Celso Pitta (PPB).
Também foi, por quase 20 anos, professor de Direito Civil da Universidade Presbiteriana Mackenzie, aonde recebeu o título de Professor Emérito em 2003.
É membro de várias Academias de Letras, destacando-se: Academia Brasileira de Letras Jurídicas; Academia de Letras da Bahia; Academia Internacional de Direito e Economia; Academia Brasileira de Direito Tributário; Academia Nacional de Economia; Academia de Letras Jurídicas da Bahia; Academia Paulista de Letras Jurídicas, Academia de Letras de Ilhéus.
É, também, o atualizador das obras do jurista Orlando Gomes: Introdução ao Direito Civil (com a colaboração da prof.ª Reginalda Paranhos de Brito); Obrigações, Contratos (com a colaboração da prof.ª Reginalda Paranhos de Brito) e Responsabilidade Civil.
Atualmente, exerce a atividade profissional em seu escritório de advocacia e é professor nos cursos de Mestrado e de Doutorado em Direito da Universidade Federal da Bahia, lecionando, em semestres variados, as disciplinas: Filosofia do Direito, Teoria Geral do Direito, Jurisdição Constitucional, Direito Tributário, Tópicos Especiais do Direito do Estado.

## Carreira política
No início de sua vida pública, participou dos governos, na Bahia, de Juracy Magalhães, Luís Viana Filho e Roberto Santos, tendo sido Secretário de Estado de Educação, de Saúde e de Justiça.
Entre agosto de 1978 e abril de 1979, foi nomeado prefeito de Salvador pelo Governador Roberto Santos, após eleição indireta pela Assembleia Legislativa do Estado da Bahia, apesar de não fazer parte do grupo então hegemônico de Antônio Carlos Magalhães. Foi sucedido por Mário Kertész.
Candidatou-se à prefeitura do município em 1985, pelo PTB, com o apoio do então governador da Bahia, João Durval Carneiro, perdendo a eleição para Mário Kertész.
Em 1986, candidatou-se a Deputado federal Constituinte, ficando na suplência, mas participando ativamente da Assembleia Nacional Constituinte, sendo convidado para participar da formulação do sistema tributário brasileiro da Constituição de 1988 na companhia de Ives Gandra Martins e José Souto Maior Borges (v. Diário da Assembleia Nacional Constituinte, Supl.85, ed. de 27 de junho de 1987, pp.82 e segs.). Fez parte da Comissão de Notáveis que assessorou a elaboração da Constituição do Estado da Bahia, promulgada em 05 de outubro de 1989. Foi novamente candidato para a Câmara dos Deputados em 1990, mas sem sucesso.
Em 1996 foi nomeado secretário de negócios jurídicos em São Paulo, na gestão de Celso Pitta, cumprindo a promessa deste em campanha de indicar membros de seu governo que fossem negros. Com o afastamento do prefeito no chamado "Pittagate", Brito foi testemunha no processo de impeachment, que não prosperou. Mas, no final de maio de 2000 uma decisão judicial levou ao afastamento do prefeito paulistano, o qual retornou ao exercício do mandato, em 13 de junho de 2000, por decisão do STJ - Superior Tribunal de Justiça. Edvaldo Brito teve atuação decisiva ao lado dos advogados de Pitta, dentre eles o renomado criminalista Antônio Cláudio Mariz de Oliveira.
Voltou à vida pública, eleito em pleito popular, como vice-prefeito na chapa formada com o prefeito João Henrique, que concorria, em reeleição. Atuou na vice-prefeitura como coordenador de vários projetos entre os quais o de Coordenador do Carnaval de Salvador dos anos de 2010, 2011 e 2012, embora, durante a gestão do prefeito João Henrique, Brito estivesse afastado do centro decisório municipal pelo prefeito.
Em 2010, lançou-se candidato a uma das duas vagas para senador do Estado da Bahia pela coligação "A Bahia Tem Pressa" (PTB/PMDB/PTN/PSC/PR/PPS/PSDC/PRTB/PMN/PTC/PRP/PT do B). Obteve a sexta colocação com 810.261 votos do eleitorado presente nas urnas baianas do dia 03 de outubro de 2010.
Em 2012, como representante do Partido Trabalhista Brasileiro, chegou a pleitear sair candidato à prefeitura da capital baiana. Terminou apoiando o candidato Nelson Pelegrino e se elegeu vereador de Salvador em 2012, para a 17ª legislatura da Câmara Municipal, aonde se licenciou, em 2014, para assumir a Secretaria de Estado de Assuntos Estratégicos no governo Jaques Wagner. 
Em 2016, juntamente com seu filho, o deputado federal Antonio Brito, ingressou no PSD, sendo reeleito para a legislatura de 2016/2020 da Câmara de Vereadores de Salvador, aonde foi designado como o responsável pela modernização e nova redação do Regimento Interno, bem como da Lei Orgânica do Município. É autor do projeto que deu origem à lei de arrecadação dos imóveis abandonados.
Após três mandatos como vereador de Salvador, decidiu não concorrer a reeleição em 2024, garantindo porém a permanecia na vida pública, como ´presidente do Diretório Municipal do PSD em Salvador.

## Principais obras

### Principais livros
- BRITO, Edvaldo. Opiniões jurídicas. Salvador, BA: [s.n.], 1974.
- BRITO, Edvaldo. Problemas jurídicos do ICM. Salvador, BA Ed. LJF, 1974
- BRITO, Edvaldo. Reflexos jurídicos da atuação do Estado no domínio econômico: (desenvolvimento econômico, bem-estar social). São Paulo, SP: Saraiva, 1982. 2ª edição, 2016. 3ª edição, 2022.
- BRITO, Edvaldo. Limites da revisão constitucional. Porto Alegre: Sérgio Antonio Fabris, 1993.
- BRITO, Edvaldo; ROSAS, Roberto. Dimensão jurídica do tributo: homenagem ao professor Dejalma de Campos. São Paulo, SP: Meio Jurídico, 2003.
- BRITO, Edvaldo. Direito tributário: imposto, tributos sinalagmáticos, contribuições, preços e tarifas, empréstimo compulsório. São Paulo, SP: Atlas, 2015.
- BRITO, Edvaldo. Direito tributário e constituição: estudos e pareceres. São Paulo, SP: Atlas, 2016
- BRITO, Edvaldo. O contrato com pessoa a declarar, no Brasil, é um pacto: transversalidade entre Direito Privado e Direito Tributário. São Paulo, SP: Noeses, 2023.
- BRITO, Edvaldo. Decadência e prescrição tributárias no Direito brasileiro. São Paulo, SP: Noeses, 2024.
- BRITO, Edvaldo. Estudos sobre jurisdição constitucional comparada - I. Salvador: EDUFBA, 2024.

### Principais artigos
- BRITO, Edvaldo. O imposto sobre serviços (ISS) e os 'Apart-Service' condominais. Revista Ângulos, Salvador, n. 19, p.144-151, jan. 1988.
- BRITO, Edvaldo. A tributação no império. Revista dos Mestrandos em Direito Econômico da UFBA, Salvador, BA, n. 4, jul. 1993.
- BRITO, Edvaldo. Aspectos jurídicos da democracia participativa como uma revisão do processo decisório. Revista da Faculdade de Direito da UFBA, Salvador, v. 36, jan. 1996.
- BRITO, Edvaldo. Perda da propriedade para o Estado. Revista Brasileira de Direito Comparado, Rio de Janeiro, dez. 2009.
- BRITO, Edvaldo. ICMS, crédito fiscal: direito subjetivo público do consumidor e os efeitos dos incentivos fiscais. Direito Tributário em Questão: revista da FESDT, Porto Alegre, n. 5, jan. 2010.
- BRITO, Edvaldo. 30 anos da Constituição federal: avanços e retrocessos em interpretação tendências para o futuro. Revista da Academia de Letras Jurídicas da Bahia, Salvador, BA, v. 21, n. 23, jan. 2018.
- BRITO, Edvaldo. A responsabilidade civil no atual direito positivo brasileiro. Revista dos Tribunais, São Paulo, SP, Ano 107, vol.997, nov.2018.